# هنري جيلمور
هنري جيلمور (بالإنجليزية: Henry Gilmore)‏ هو سياسي أمريكي، ولد في 31 أغسطس 1832 في الولايات المتحدة، وتوفي في 24 ديسمبر 1891 في نفس البلد. حزبياً، نشط في الحزب الديمقراطي.